# Ioánnis Sgourópoulos
Ioánnis « Yiánnis » Sgourópoulos (grec moderne : Ιωάννης «Γιάννης» Σγουρόπουλος), né le 8 mai 2000 à Athènes, est un pongiste grec.

## Biographie
Ioánnis Sgourópoulos découvre le tennis de table par son père. Il a fait du football plus jeune mais il a abandonné ce sport à 10/11 ans pour devenir pongiste professionnel.
Il remporte les championnats d'Europe junior de tennis de table en 2017, 2018 en simple ainsi que les championnats d'Europe espoir en 2019 et en 2021 en simple.
Il est champion de Grèce en 2022,. Son meilleur classement mondial est 147e.
Il a eu des problèmes de surpoids qui l'ont obligé à le réduire. Il est sponsorisé par la marque Donic.

## Parcours en club
Il a joué pour le club de TTC Neu-Ulm pour la saison 2021-2022. Il signe pour le club français de la Garde du Vœu Hennebont TT pour deux saisons et qui évolue en pro A pour la saison 2022-2023,.
Il gagne la coupe d'Europe ETTU 2022-2023 de tennis de table avec son club.

## Style de jeu
Il est droitier et il a une prise de raquette classique. Son style de jeu est presque exclusivement basé sur les blocs, ce qui est très rare à haut niveau chez les hommes. 
Il joue en coup droit avec une plaque DONIC BlueGrip C2 et en revers avec une plaque DONIC Bluestorm Z1.